# Ruta 44 (Chile)
La ruta 44 es una ruta nacional que se encuentra en la zona norte Chico de Chile sobre la Región de Coquimbo. En su recorrido de 2,5 km totalmente asfaltados y en sector completamente urbano une la ruta 5 Panamericana y el resto de la ciudad de Coquimbo con el puerto, el más importante de la región.
El rol asignado a esta ruta nacional fue ratificado por el decreto MOP Nº 47 del año 2009.

## Ciudades y localidades
Los accesos inmediatos a ciudades y localidades, y las áreas urbanas por las que pasa esta ruta de este a oeste son:

### Región de Coquimbo
Recorrido: 2 km (km 0 a 2). En el tramo urbano de Coquimbo la carretera se denomina calle 25 de Mayo y avenida Costanera.
- Provincia de Elqui: Coquimbo (km 0-2).